# Dans le jardin des rêves
Dans le jardin des rêves (In the Night Garden…) est un programme télévisé britannique pour enfants en cent épisodes d'environ 30 minutes, créé par Anne Wood et Andrew Davenport, produit par Ragdoll Productions et diffusé entre le 19 mars 2007 et le 6 mars 2009 sur la BBC, dont la cible est en particulier les bébés et les enfants de classe maternelle.
Le co-créateur, Andrew Davenport, est également créateur des Télétubbies. Le narrateur du programme est l'acteur Sir Derek Jacobi. Il s'agit d'un mélange d'acteurs en costumes, de marionnettes et de films d'animation créés par ordinateur.
Les vingt premiers épisodes furent diffusés en mars 2007. Selon ses créateurs, le programme a été créé pour la relaxation et le divertissement de son audience des 1-3 ans. Cent épisodes ont été commandés par la BBC, avec un budget de 14,5 million de livres.
En France, la série a été diffusée sur Gulli, sur TiJi, sur Piwi et rediffusée en 2010 sur Playhouse Disney. Au Québec, l'émission a été diffusée à partir du 31 mai 2010 à Télé-Québec, et rediffusée sur Télémagino.
De plus l'émission fut diffusée en arabe sur la chaine Baraem et avec des noms différents (Joujou, Rihanna, etc.).

## Synopsis
Les personnages que l'on retrouve dans l'émission sont colorés, avec des noms adorables et drôles : Upsy Daisy, Igglepiggle, Makka Pakka, les Pontipines, les Wottingers, les Haahoos et Les Tombliboos, qui vivent tous dans le jardin. Contrairement à d'autres programmes pour jeunes enfants, celle-ci n'a aucune prétention éducative, mais a pour but d'aider les enfants à trouver le repos.
En 2007, le programme a gagné un BAFTA.

## Personnages
- Igglepiggle (bleu et rouge)
- Upsy Daisy (brun et arc-en-ciel)
- Makka Pakka (beige)
- Les Tombliboos : Unn (rouge et vert), Ooo (brun et rose) et Eee (rose et jaune)
- les Pontipines (Rouges) et les Wottingers (Bleus)
- les Haahoos (une fleur arc-en-ciel, une X bleu, une étoile jaune, un cercle rouge et bleu, et une prune violet)
- les Tittifers (quatre bleues, trois roses, deux vertes, et un Toucan ariel)
- le Ninky Nonk
- le Pinky Ponk

## Programmation
Depuis le 1er avril 2008, le programme est diffusé tous les jours sur CBeebies.
Lorsque la BBC a décidé de retirer l'émission de la case horaire 18 h 25 Bedtime Hour, une pétition de parents  demandant le retour du programme dans son horaire normal a vu le jour, ce qui se produisit finalement le 30 août 2008, avec la seconde série.

## Merchandising
Le merchandising inclut DVD, livres, poupées d'Igglepiggle et des autres personnages, etc.

### DVD
Cinq DVD existent en anglais : "Who's Here? (Qui est ici ?)", "Hello Igglepiggle! (Bonjour Igglepiggle !)", "Hello Upsy Daisy! (Bonjour Upsy Daisy !)", "Hello Makka Pakka! (Bonjour Makka Pakka !)" et "Hello Tombliboos! (Bonjour Tombliboos !)". Chaque DVD comporte cinq épisodes.